# モニーク・ベルポー
アグネス・モニーク・オサン・ベルポー（英: Agnès Monique Ohsan Bellepeau, 1942年 - ）は、モーリシャスの政治家。2010年11月から2016年4月まで、同国第4代副大統領であった。2012年と2015年の2度、同国大統領代行も兼任している。
政界進出前はモーリシャス放送協会のジャーナリスト兼ニュースアナウンサーとして勤務していた。
国民議会選挙で勝利し、アンギディ・チェティアール副大統領の死後、2010年11月12日に副大統領に任命される。ベルポーは国会議会議員によって満場一致で選出され、同国初の女性副大統領へ正式に選出された。2012年3月30日、アネルード・ジュグノース大統領はナヴィン・ラングーラム首相との確執で辞任、ラジュケスウール・ピュリャグが7月21日に大統領へ就任するまで、大統領代行となった。
2015年5月29日、アミーナ・グリブ＝ファキムの大統領就任まで、大統領職務を遂行した。

## 栄典

### 勲章
- インド洋星鍵勲章司令官（モーリシャス）